# NGC 2403
座標:  07h 36m 51.396s, +65° 36′ 09.17″
NGC 2403（Caldwell 7）は、きりん座の方角にある渦巻銀河である。

## 概要
H II核を持っている。この銀河は1788年にウィリアム・ハーシェルによって発見された。M81銀河団の一員であり、地球からの距離は約800万光年である。北側に伸びる腕は、NGC 2404と繋がっている。質量は銀河系の約半分とされ、内部には大量の中性水素ガスが存在するとされている。10×50倍の双眼鏡を用いれば容易に観測することができる。

## 超新星
2004年時点で、SN 1954JとSN 2004DJという2つの超新星が報告されている。

## 歴史
アラン・サンデージはヘール望遠鏡を用いてNGC 2403の中にケフェイド変光星を発見し、局所銀河群以外でケフェイド変光星が発見された最初の銀河となった。彼はこの銀河までの距離をわずか8000光年と見積もっていたが、今日ではその1000倍も遠い800万光年の距離にあると考えられている。